# Angela Clavijo
Angela Corina Clavijo Silva (Villavicencio, 1 de setembro de 1993) é uma futebolista profissional colombiana que atua como defensora. Atualmente joga com o América de Cali o Liga Profesional Femenina.

## Carreira
Angela Clavijo fez parte do elenco da Seleção Colombiana de Futebol Feminino, nas Olimpíadas de 2016.